# Herrested Kirke
Herrested Kirke er kirken i Herrested Sogn i Nyborg Kommune.
Herrested kirke er beliggende i landsbyen Herrested, nogle få kilometer vest for Ørbæk på Østfyn. Med sin beliggenhed på en lille bakketop skuer den ud over de sammenvoksede byer Herrested og Måre. Der er også udkik til Hellerup Kirke, der sammen med Søllinge Kirke deler præsten Karin Larsen.

## Eksterne kilder og henvisninger
- Wikimedia Commons har flere filer relateret til Herrested Kirke
- Herrested Kirke Arkiveret 31. januar 2011 hos  Wayback Machine hos nordenskirker.dk
- Herrested Kirke hos KortTilKirken.dk